# Верджиния-Уотер
Верджи́ния-Уо́тер (англ. Virginia Water) — деревня в округе Раннимейд (Runnymede), графства Суррей, Великобритания. Своё название получила от названия озера в соседнем Большом Виндзорском парке. Во время Второй мировой войны озеро было осушено, так как могло послужить германской авиации отличным ориентиром, а в этом районе располагалось немалое количество стратегических объектов. Возле самого озера проводились съёмки ряда сцен из фильмов о Гарри Поттере и Робин Гуде.
Близость деревни к Лондону делает её привлекательной для известных личностей. Со столицей деревню связывают автодороги M25, M4 и M3, в 8 милях к северо-востоку находится аэропорт Хитроу В деревне проживают Элтон Джон, Берни Топин, Диана Дорс, Клифф Ричард, Брайан Форбс. До своей экстрадиции жил Аугусто Пиночет, многие известные игроки в гольф. В деревне располагается штаб-квартира европейской ассоциации игроков в гольф, имеется 4 игровых поля в гольф.

## Галерея

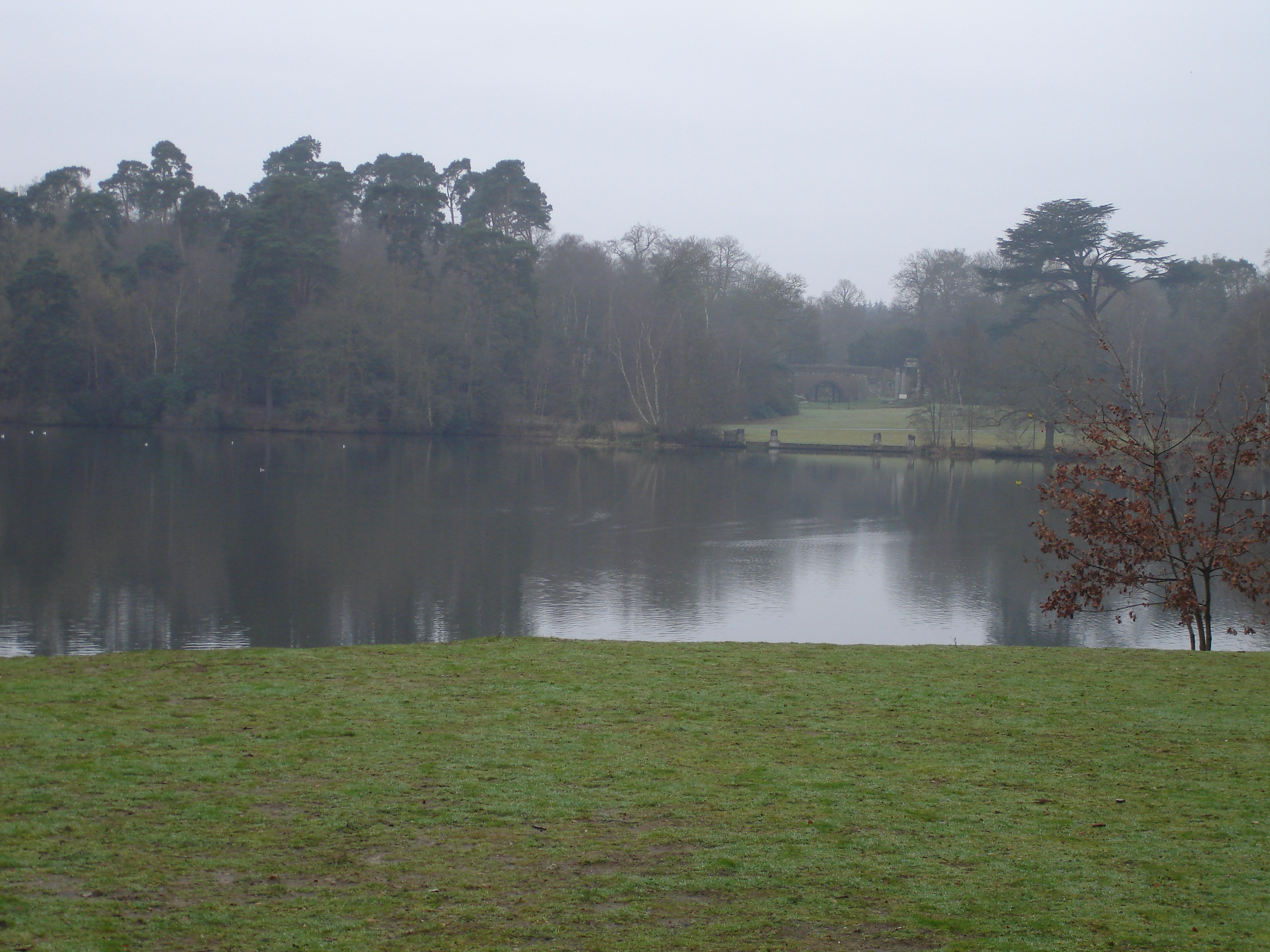
Озеро
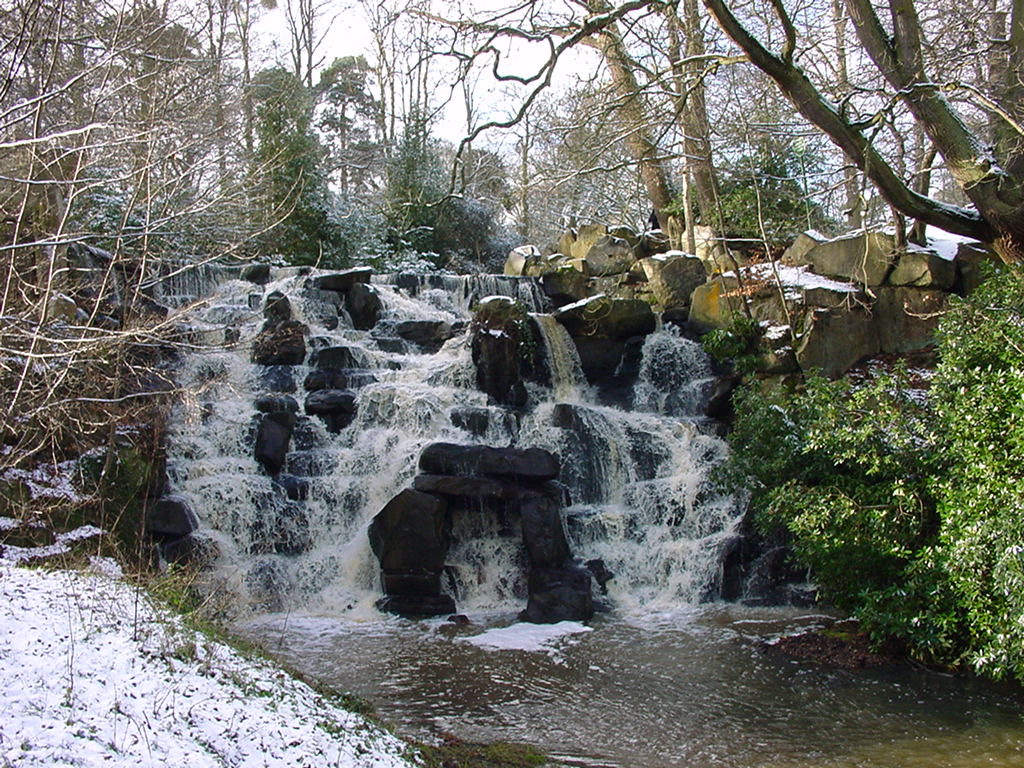
Каскад водопадов